# Samica

Symbol rzymskiej bogini Wenus jest powszechnie używany do reprezentowania płci żeńskiej. Jest to również symbol planety Wenus i symbol alchemiczny miedzi.

Samica (♀), inaczej organizm żeński – organizm, który produkuje nieporuszające się komórki jajowe. Z wyjątkiem rzadkich schorzeń, większość ssaków płci żeńskiej, w tym samice ludzi, ma dwa chromosomy X. Cechy charakterystyczne dla samic różnią się w zależności od gatunku, przy czym niektóre gatunki zawierają dobrze zdefiniowane cechy żeńskie, takie jak obecność wyróżniających się gruczołów mlecznych. 
Powszechnie akceptowanym symbolem używanym do reprezentowania płci żeńskiej jest ♀ (Unicode: U+2640 Alt codes: Alt+12). 

## Cechy charakterystyczne
Komórki jajowe definiuje się jako większe gamety w heterogamicznym systemie reprodukcyjnym, podczas gdy mniejsze, zazwyczaj ruchome gamety, czyli plemniki, są produkowane przez samca. Samica nie może rozmnażać się płciowo bez dostępu do gamet samca i na odwrót. Niektóre organizmy mogą również rozmnażać się samodzielnie w procesie znanym jako rozmnażanie bezpłciowe. Przykładem rozmnażania bezpłciowego, które mogą wykonywać pewne gatunki samic, jest partenogeneza.
Nie ma jednego mechanizmu genetycznego stojącego za zróżnicowaniem płci w różnych gatunkach i wydaje się, że istnienie dwóch płci rozwijało się wielokrotnie niezależnie w różnych liniach rozwojowych. Modele rozmnażania płciowego obejmują:
- Gatunki izogamiczne o dwóch lub więcej typach kojarzenia z gametami o identycznej formie i zachowaniu (ale różne na poziomie molekularnym),
- Gatunki anizogamiczne z gametami typów męskich i żeńskich,
- Gatunki oogamiczne, do których należą ludzie, w których żeńska gameta jest znacznie większa niż męska i nie ma możliwości poruszania się. Oogamia jest formą anizogamii. Argumentuje się, że model ten był napędzany fizycznymi ograniczeniami mechanizmów, za pomocą których dwie gamety łączą się w sposób wymagany do rozmnażania płciowego[3].

Pomijając definiującą różnicę w rodzaju produkowanych gamet, różnice pomiędzy samcami i samicami w jednej linii nie zawsze można przewidzieć na podstawie różnic w innej.

## Samice ssaków
Cechą wyróżniającą dla gromady ssaków jest obecność gruczołów mlekowych. Gruczoły mleczne są zmodyfikowanymi gruczołami potowymi wytwarzającymi mleko, które jest wykorzystywane do karmienia młodych przez pewien czas po urodzeniu. Tylko ssaki produkują mleko. Gruczoły sutkowe są najbardziej widoczne u ludzi, ponieważ ciało kobiety przechowuje duże ilości tkanki tłuszczowej w pobliżu brodawek sutkowych, w wyniku czego powstają widoczne piersi. Gruczoły sutkowe są obecne u wszystkich ssaków, chociaż rzadko są one wykorzystywane przez samców danego gatunku.
Większość samic ssaków ma dwie kopie chromosomu X w przeciwieństwie do samców, którzy noszą tylko jeden X i jeden mniejszy chromosom Y. U ptaków i niektórych gadów, dla porównania, to samica jest heterozygotyczna i nosi chromosom Z i W, podczas gdy samiec nosi dwa chromosomy Z. Interseksualność może również stwarzać inne kombinacje, takie jak XO lub XXX u ssaków, które nadal uważane są za samice, o ile nie zawierają chromosomu Y, z wyjątkiem szczególnych przypadków niedoboru/ niewrażliwości testosteronu u osobników XY w macicy. Jednakże, schorzenia te często prowadzą do bezpłodności.